# Tebat Karai (plaats)
Tebat Karai is een bestuurslaag in het regentschap Kepahiang van de provincie Bengkulu, Indonesië. Tebat Karai telt 1515 inwoners (volkstelling 2010).